# Feröer autonómiája
A Feröer autonómiájáról szóló törvényt (feröeriül: Heimastýrislógin) 1948. március 31-én írta alá IX. Frigyes dán király. A jogszabály széles körű önrendelkezést biztosít Feröernek a belpolitikai kérdésekben, míg a kül- és biztonságpolitika Dánia hatásköre maradt. Az autonómiatörvényt 2005-ben a Fámjini szerződés nyomán több ponton kiegészítették.
Összességében európai szinten erős, széles körű önrendelkezésnek számít.

## Tartalma
Az autonómiatörvény vázlatos tartalma szakaszonként a következő:

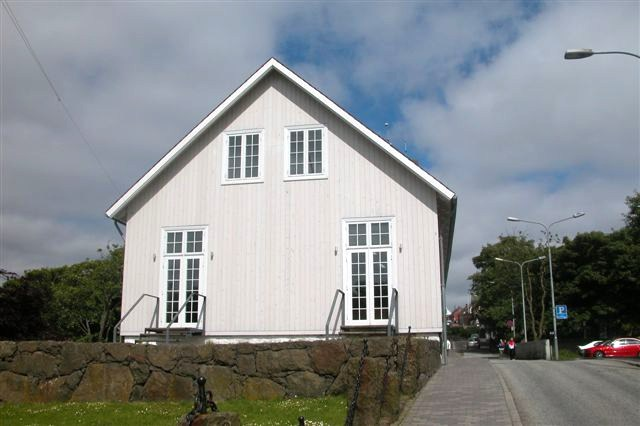
A Løgting épülete

- 1. szakasz: Feröer önkormányzattal rendelkező ország Dánián belül. Az államhatárokat tiszteletben tartva a feröeriek – választott parlamentjük (a Løgting) és a parlament által létrehozott kormány (a Landsstýri) révén – a törvényben meghatározott kérdésekben megkapják a döntési jogot.
- 2-3. szakasz: a törvény mellékletében található A-listán szereplő kérdések alapvetően a feröeri önkormányzat feladatát képezik, azaz az ide tartozó feladatokat átveheti a dán hatóságoktól, illetve azok kérésére köteles is átvenni. A B-listán szereplő kérdések átvételéről további tárgyalások alapján születhet döntés.
- 4. szakasz: a feröeri önkormányzat törvényhozó és végrehajtó hatalmat gyakorol a hatáskörébe tartozó kérdésekben.
- 5. szakasz: a feröeri önkormányzatot korlátozzák a nemzetközi szerződések és a nemzetközi jogból származó egyéb kötelezettségek.
- 6. szakasz: a törvény alapján nem a feröeri önkormányzat hatáskörébe tartozó ügyekben az állami hatóságok járnak el. Amennyiben vitatott, hogy egy adott kérdés kinek a hatásköre, egy döntőbíróságot kell felállítani, amelybe két tagot delegál a feröeri és kettőt a dán kormány, hármat pedig a legfelsőbb bíróság elnöke.
- 7. szakasz: a kizárólag Feröerre vonatkozó törvénytervezeteket véleményeztetni kell a feröeri kormánnyal, mielőtt a Folketing elé terjesztik, így biztosítva, hogy befolyásolhassák az előterjesztéseket. A többi, Feröert is érintő törvényről a hatályba lépés előtt tájékoztatni kell a feröeri kormányt.
- 8. szakasz: a feröeri kormány kérésére – a vele való egyeztetést követően – a dán külügyminisztériumhoz egy feröeri ügyekben jártas szakértőt kell kinevezni, hogy támogassa a minisztériumban a különös feröeri gazdasági érdekeket érintő ügyek kezelését. A költségeket a dán államkincstár fedezi. A feröeri kormány kérésére – a vele való egyeztetést követően – attasékat kell kinevezni azoknak az országoknak a dán nagykövetségeire, ahol Feröernek különös gazdasági érdekeltségei vannak, hogy képviseljék ezeket az érdekeket. A költségeket Feröer fizeti. A feröeri kormánynak – konzultációt követően – minden egyes ügyben meg kell adni a lehetőséget, hogy képviselje Feröer sajátos érdekeit a külföldi országokkal szembeni tárgyalásokon, a kereskedelem és a halászat területén. Különös feröeri érdekeket érintő ügyekben a külügyminisztérium felhatalmazhatja a feröeri kormány képviselőit a közvetlen tárgyalásra, amennyiben ez nem összeegyeztethetetlen a teljes ország érdekeivel.
- 9. szakasz: a közös ügyek tekintetében megegyezés születhet arról, hogy mely esetekben és milyen mértékben hatalmazható fel a feröeri kormány arra, hogy részletes szabályozást alkosson a különleges feröeri ügyek vonatkozásában, és igazgatási jogköröket gyakoroljon a kérdésben.
- 10. szakasz: a Feröeren, feröerieknek kibocsátott útlevelekben és állampolgársági igazolásokban a ”Dansk” és ”Danmark” szavak után fel kell tüntetni a ”Føroyingur” és ”Føroyar” szavakat. A Feröeren lakó dán állampolgárokat feröerieknek kell tekinteni. A Feröeren való szavazás és választhatóság feltételéül szabható, hogy valaki feröeri legyen. Ezen kívül jogalkotási vagy végrehajtási téren semmilyen megkülönböztetés nem tehető feröeriek és más dán állampolgárok között.
- 11. szakasz: a feröeri nyelv az elsődleges nyelv, de a dánt is jól és gondosan kell tanítani, és a közügyekben a dán is éppúgy használható, mint a feröeri. Fellebbezések esetén minden feröeri nyelvű dokumentumot dán fordítással együtt kell bemutatni.

Feröer zászlaja

- 12. szakasz: elismeri a feröeri zászlót. A dán hatóságok Feröeren is a dán zászlót használják, hajókon is. Magánszemélyek, cégek, egyesületek és intézmények szárazföldön a dán zászlót is használhatják. A feröeri zászló Feröeren és az ott regisztrált hajókon való használatát a feröeri önkormányzat szabályozhatja.
- 13. szakasz: minden, Feröeren hatályban levő és ezzel a törvénnyel nem ellenkező rendelkezés hatályban marad, amíg az illetékes hatóság nem módosítja vagy törli el.
- 14. szakasz: Feröert a dán parlamentben legalább két fő képviseli. Amíg a dán parlament kétkamarás marad, Feröert a felsőházban egy, az alsóházban két fő képviseli.
- 15. szakasz: a feröeri kormányzó tisztsége megszűnik. A dán állam legfőbb képviselője Feröeren a főbiztos, és ő a helyi dán adminisztráció vezetője. Hivatalos minőségében bejáratos a feröeri parlamentbe, és részt vesz minden, a közös ügyekről szóló tanácskozáson, de szavazati jog nélkül. A feröeri parlament vagy kormány által hozott döntésekről haladéktalanul tájékoztatni kell, és a feröeri törvényekről, illetve más, a feröeri önkormányzat által kibocsátott jogszabályokról is azonnal értesíteni kell. A főbiztos a kormányzó jelen törvény által módosított feladatait átveszi, amíg az adott terület átszervezése végbe nem megy.
- 16. szakasz: jelen törvény 1948. április 1-jén lép hatályba.[2]

### A-lista - a feröeri önkormányzat hatáskörei
1. Feröer alkotmányos berendezkedése az új rendszer keretei között.
2. Helyi önkormányzatok.
3. Közszolgáltatások és tűzoltóság; várostervezés; lakásügy; bérlakások; országos nyilvántartás.
4. Egészségügyi szolgáltatások; orvosi ellátás; szülészet; kórházi ellátás; gyógyszerellátás. Tisztiorvosi szolgálat, képzettség nélküli gyógyításra vonatkozó szabályozás; a tüdőbaj és más fertőző betegségek elleni harc; mentális betegek ellátása; védőoltások.
5. Népjóléti szolgáltatások. Különös gondoskodás a mentálisan sérültekről. Társadalombiztosítás. Kötelező balesetbiztosítás. Dolgozók és munkakörülmények, gyakornokok, asszisztensek, munkaszüneti napok.
6. Közvetlen és közvetett adók. Illetékek, szerencsejáték-adók, a feröeri lottóra kivetett különös adó. Az eljárási illetékek, mint hitelesítési díj, jogi díjak, regisztrációs illetékek ahhoz a hatósághoz kell befolyjanak, amely az adott tevékenység költségeit viseli.[2]

### B-lista - további tárgyalást igénylő ügyek
1. A nemzeti egyház.
2. Rendőrség.
3. Felszín alatti erőforrások. Rádió. Légi közlekedés.
4. A földalap.
5. Import és export felügyelete.[2]

## Kultúra
Az izlandi Björk Declare Independence című száma kimondottan Feröernek és Grönlandnak címezve íródott.